# 久城輝石
久城輝石またはクシロアイト(Kushiroite)は、輝石グループの希少な鉱物で、化学式はCaAlAlSiO6である。デービス輝石、エシネアイト、グロスマン鉱等、輝石グループの他の鉱物のアルミニウムアナログである。コンドライト隕石の難揮発性包有物中で見られる。
南極で発見されたアラン・ヒルズ85085隕石から、2010年に発見され、日本の地球科学者である久城育夫の名前に因んで命名された。
単斜晶系（空間群 C2/c）に結晶化する。